# Cumulopuntia rossiana
Cumulopuntia rossiana är en kaktusväxtart som först beskrevs av Walter Heinrich och Curt Backeberg, och fick sitt nu gällande namn av Friedrich Ritter. Cumulopuntia rossiana ingår i släktet Cumulopuntia, och familjen kaktusväxter. Inga underarter finns listade i Catalogue of Life.